# Богданов Віктор Миколайович
Віктор Миколайович Богданов (нар. 1913, селище Бозня Смоленської губернії, тепер у складі міста Вязьми Смоленської області, Російська Федерація — ?) — український радянський діяч, залізничник, машиніст-інструктор паровозного депо Козятин-1 Вінницької області. Депутат Верховної Ради УРСР 2—4-го скликань.

## Життєпис
Народився у родині робітника-залізничника. У 1931 році закінчив Ржевську школу фабрично-заводського навчання (ФЗН). З 1931 року — кочегар-залізничник, у 1932—1935 роках — помічник машиніста залізниці.
У 1935—1937 роках — у Червоній армії.
З 1937 року — помічник машиніста, машиніст Приморської залізниці на Далекому Сході СРСР.
Під час німецько-радянської війни служив машиністом у залізничних військах Червоної армії, здійснював перевезення для фронту боєприпасів та продовольства.
Член ВКП(б) з 1943 року.
З 1944 року — інструктор-машиніст станції Козятин Вінницької залізниці. Очолював відбудовну бригаду Козятинського депо, впроваджував передові методи водіння поїздів. З 1946 року — машиніст-інструктор паровозного депо Козятин-1 Вінницької залізниці Вінницької області.
Обирався кандидатом у члени Центрального комітету профспілки залізничників СРСР.

## Нагороди
- орден «Знак Пошани» (23.01.1948)
- орден Червоної Зірки
- медаль «За доблесну працю у Великій Вітчизняній війні 1941—1945 років»
- медалі